# Warhammer Online: Age of Reckoning
Warhammer Online: Age of Reckoning – gra komputerowa z gatunku MMORPG stworzona przez Mythic Entertainment i wydana przez Electronic Arts 18 września 2008 na platformę Windows. 18 grudnia 2013 serwery zostały zamknięte i wstrzymano dalszy rozwój gry.

## Rozgrywka
Akcja gry skupia się wokół trybu Realm versus Realm, gdzie walczą przeciwne frakcje w dużych bitwach. W grze dostępnych jest 6 ras: krasnoludy, Imperium, elfy wysokiego rodu, Chaos, orkowie, gobliny i mroczne elfy.